# Dichostates lignarius
Dichostates lignarius är en skalbaggsart som först beskrevs av Guérin-Méneville 1850.  Dichostates lignarius ingår i släktet Dichostates och familjen långhorningar.
Artens utbredningsområde är Kenya. Utöver nominatformen finns också underarten D. l. lacunosus.